# 네가르 자바헤리안
네가르 자바헤리안(페르시아어: نگار جواهریان, 영어: Negar Javaherian, 1983년 1월 12일 ~ )은 이란의 배우이다. 파즈르 국제 영화제 2010 크리스털 시무르그 여우주연상 수상자이다.